# Рішення Синоду Православної церкви України (2023)
Тут подані рішення Священного Синоду Православної церкви України за 2023 рік.

## Засідання

### 2 лютого
Прийняли:
- Заяву Священного Синоду "Щодо необхідності законодавчого обмеження втручання країни-агресора в релігійне життя України"
- Постанова «Про утворення Білоцерківської єпархії Української Православної Церкви (Православної Церкви України)»
- Постанова «Про призначення Преосвященного Євстратія (в миру – Зорі Івана Володимировича), архієпископа Білоцерківського, керуючим Білоцерківською єпархією Української Православної Церкви (Православної Церкви України)»
- Постанова «Про утворення Управління Білоцерківської єпархії Української Православної Церкви (Православної Церкви України)»
- Постанова «Про призначення Преосвященного Антонія (в миру – Фірлея Романа Івановича), єпископа Чернігівського і Ніжинського, керуючим Чернігівською єпархією Української Православної Церкви (Православної Церкви України)»
- Постанова «Про вікарного єпископа Київської єпархії»
- Постанова «Про зміну титулу єпархіального архієрея у зв'язку зі зміною назви м. Володимир»
- Постанова «Про зміну титулу єпархіального архієрея Дніпропетровської єпархії»
- Постанова «Про зміну титулу єпархіального архієрея Харківської єпархії»
- Постанова «Про подальше служіння Преосвященного Адріана (Кулика), колишнього титулярного єпископа Шепетівського»
- Постанова «Про відкриття жіночого монастиря у Тернопільській єпархії»
- Постанова «Про відкриття чоловічого монастиря у Волинській єпархії»
- Постанова «Про відкриття чоловічого монастиря у Волинській єпархії»
- Постанова «Про відкриття жіночого монастиря у Волинській єпархії»
- Постанова «Про відкриття жіночого монастиря у Волинській єпархії»
- Постанова «Про порядок надання благословення парафіям та монастирям Православної Церкви України на використання новоюліанського календаря». Вирішено скликати 24 травня 2023 р. чергове засідання Архієрейського собору, одним з питань порядку денного якого є обговорення календарної реформи[1]
- Рішення «Про звіти єпархій Православної Церкви України за 2022 р.»
- Розпорядження «Про призначення голови та заступника голови Синодального видавничо-просвітницького управління»
- Розпорядження «Про затвердження монахині Даниїли (в миру – Бакай Богданни Ярославівни) керівницею (ігуменею) релігійної організації «Жіночий монастир Благовіщення Пресвятої Богородиці Тернопільської єпархії Української Православної Церкви (Православної Церкви України)»»
- Розпорядження «Про затвердження Преосвященного Михаїла, митрополита Луцького і Волинського, керівником (настоятелем) релігійної організації «Хресто-Воздвиженський Чарторийський чоловічий монастир Волинської єпархії Української Православної Церкви (Православної Церкви України)»»
- Розпорядження «Про затвердження Преосвященного Михаїла, митрополита Луцького і Волинського, керівником (настоятелем) релігійної організації «Свято-Миколаївський Мілецький чоловічий монастир Волинської єпархії Української Православної Церкви (Православної Церкви України)»»[2]

### 28 березня
Прийняли:
- Постанова «Про відкриття чоловічого монастиря у Тернопільській єпархії»
- Постанова «Про відкриття чоловічого монастиря у Дрогобицько-Самбірській єпархії»
- Постанова «Про внесення змін та доповнень до статуту монастиря Чернігівської єпархії»
- Постанова «Про відкриття чоловічого монастиря у Чернігівській єпархії»
- Постанова «Про приєднання до лику святих святителя Рафаїла (Заборовського), Митрополита Київського, Галицького і всієї Малої Руси»
- Рішення «Про надання благословення на видання другої частини Служебника і Часослова українською мовою (в редакції 2023 р.)»
- Розпорядження «Про затвердження митрополита Тернопільського і Кременецького Нестора (в миру – Писика Андрія Анатолійовича) керівником (священноархімандритом) релігійної організації «Почаївська Свято-Успенська Лавра Тернопільської єпархії Української Православної Церкви (Православної Церкви України)»»
- Розпорядження «Про затвердження архімандрита Никона керівником (намісником) релігійної організації «Різдва Івана Хрестителя чоловічий монастир Дрогобицько-Самбірської єпархії Української Православної Церкви (Православної Церкви України)»»
- Розпорядження «Про затвердження архімандрита Константина керівником (настоятелем) релігійної організації «Хресто-Воздвиженський Чарторийський чоловічий монастир Волинської єпархії Української Православної Церкви (Православної Церкви України)»»
- Розпорядження «Про затвердження ігумена Якова керівником (настоятелем) релігійної організації «Свято-Миколаївський Мілецький чоловічий монастир Волинської єпархії Української Православної Церкви (Православної Церкви України)»»
- Розпорядження «Про затвердження монахині Василини керівницею (настоятельницею) релігійної організації «Свято-Стрітенський Михнівський жіночий монастир Волинської єпархії Української Православної Церкви (Православної Церкви України)»»
- Розпорядження «Про затвердження монахині Галини керівницею (настоятельницею) релігійної організації «Свято-Троїцький Старосільський жіночий монастир Волинської єпархії Української Православної Церкви (Православної Церкви України)»»
- Розпорядження «Про призначення єпископа Чернігівського і Ніжинського Антонія керівником (настоятелем) Свято-Іль’їнського монастиря Чернігівсько-Сумської єпархії Української Православної Церкви Київського Патріархату»
- Розпорядження «Про затвердження єпископа Чернігівського і Ніжинського Антонія керівником (настоятелем) релігійної організації «Єлецький Успенський чоловічий монастир Чернігівської єпархії Української Православної Церкви (Православної Церкви України)»»
- Розпорядження «Про включення священика Ореста Жигала до складу Синодальної Богословсько-літургічної комісії»
- Заяву Священного Синоду "Про неприйнятність законопроекту № 9103 про інститут «реєстрованого партнерства»"[3]

### 23 травня
Прийняли:
- Постанова «Про Свято-Троїцький Іонинський монастир»
- Рішення «Про засідання Архієрейського Собору Української Православної Церкви (Православної Церкви України) 24 травня 2023 р.»
- Рішення «Про проведення 27 липня 2023 р. Помісного Собору Української Православної Церкви (Православної Церкви України)»
- Розпорядження «Про призначення митрополита Білоцерківського Євстратія заступником голови Синодальної статутної комісії»
- Розпорядження «Про затвердження Митрополита Київського і всієї України Епіфанія керівником (священноархімандритом) релігійної організації «Свято-Троїцький Іонинський чоловічий монастир Київської Митрополії Української Православної Церкви (Православної Церкви України)»
- Розпорядження «Про призначення ігумена Феодосія керівником (намісником) релігійної організації «Свято-Миколаївський Ков’ягівський чоловічий монастир Харківської єпархії Української Православної Церкви (Православної Церкви України)»[4]

### 14 липня та 26 липня
Прийняли:
- Рішення «Про внесення змін до Церковного календаря Православної Церкви України»
- Постанова «Про Спасо-Преображенський монастир»
- Розпорядження «Про затвердження керівника релігійної організації «Спасо-Преображенський чоловічий монастир Київської єпархії Української Православної Церкви (Православної Церкви України)»
- Постанова «Про відкриття жіночого монастиря у Чернівецькій єпархії»
- Розпорядження «Про затвердження монахині Анисії керівницею (настоятелькою) релігійної організації «Преображення Господнього жіночий монастир Чернівецької єпархії Української Православної Церкви (Православної Церкви України)»»
- Постанова «Про внесення змін та доповнень до статуту монастиря Івано-Франківсько-Галицької єпархії»
- Постанова «Про внесення змін та доповнень до статуту монастиря Запорізької єпархії»
- Постанова «Про приведення у відповідність адреси місцезнаходження та викладення статуту в новій редакції «Управління Вінницько-Тульчинської єпархії УПЦ (ПЦУ)»»
- Рішення «Про надання благословення на місцеве шанування мироточивих ікон»
- Рішення «Про тропар і кондак святителю Рафаїлу, митрополиту Київському»
- Рішення «Про затвердження чинів возведення в сан»[5]

### 7 листопада
Прийняли:
- Постанова «Про звільнення на спокій Преосвященного Данила, митрополита Чернівецького і Буковинського»
- Постанова «Про призначення тимчасово керуючого Чернівецькою єпархією»
- Постанова «Про зміну титулу вікарного єпископа Київської єпархії»
- Постанова «Про вікарного єпископа Київської єпархії»
- Постанова «Про відкриття чоловічого монастиря у Чернівецько-Кіцманській єпархії»
- Постанова «Про відкриття чоловічого Свято-Троїцького монастиря у Хмельницькій єпархії»
- Постанова «Про відкриття чоловічого Різдва Пресвятої Богородиці монастиря у Хмельницькій єпархії»
- Розпорядження «Про призначення архімандрита Миколая керівником (намісником) релігійної організації «Свято-Миколаївський чоловічий монастир Чернівецько-Кіцманської єпархії Української Православної Церкви (Православної Церкви України)»»
- Розпорядження «Про призначення єпископа Павла керівником (настоятелем) релігійної організації «Свято-Троїцький чоловічий монастир Хмельницької єпархії Української Православної Церкви (Православної Церкви України)»»
- Розпорядження «Про призначення єпископа Павла керівником (настоятелем) релігійної організації «Різдва Пресвятої Богородиці чоловічий монастир Хмельницької єпархії Української Православної Церкви (Православної Церкви України)»»[6]